# Alessandro Pinzuti
Alessandro Pinzuti (Montepulciano, 10 maggio 1999) è un nuotatore italiano, specializzato nella rana.

## Biografia
Agli europei di Budapest 2021, disputati alla Duna Aréna nel maggio 2021, si è aggiudicato la medaglia di bronzo nella staffetta 4x100 metri misti con Thomas Ceccon, Nicolò Martinenghi, Federico Burdisso, Alessandro Miressi e Piero Codia, senza scendere in acqua nella finale.

## Palmarès
| Anno | Manifestazione          | Sede         | Evento             | Risultato | Prestazione | Note  |
| ---- | ----------------------- | ------------ | ------------------ | --------- | ----------- | ----- |
| 2017 | Europei giovanili       | Netanya      | 50 m rana          | Argento   | 27"51       |       |
| 2017 | Europei giovanili       | Netanya      | 100 m rana         | Bronzo    | 1'01"28     |       |
| 2017 | Mondiali giovanili      | Indianapolis | 50 m rana          | Argento   | 27"19       |       |
| 2018 | Europei                 | Glasgow      | 50 m rana          | 9º SF     | 27"32       |       |
| 2018 | Europei                 | Glasgow      | 100 m rana         | 12º SF    | 1'00"28     |       |
| 2018 | Europei                 | Glasgow      | 4x100 m misti      | 9º B      | 3'37"24     |       |
| 2021 | Europei                 | Budapest     | 50 m rana          | 8º        | 27"54       |       |
| 2021 | Europei                 | Budapest     | 100 m rana         | 7º        | 59"50       |       |
| 2021 | Europei                 | Budapest     | 4x100 m misti      | Bronzo    | 3'29"93     | [ 2 ] |
| 2021 | Europei in vasca corta  | Kazan'       | 4x50 m misti mista | Argento   | 1'39"65     | [ 2 ] |
| 2022 | Giochi del Mediterraneo | Orano        | 4x100 m misti      | Oro       | 3'35"77     |       |
| 2022 | Giochi del Mediterraneo | Orano        | 100 m rana         | Bronzo    | 1'00"31     |       |
| 2023 | Universiadi             | Changdu      | 50m rana           | Bronzo    | 27"53       |       |
| 2023 | Universiadi             | Changdu      | 4x100m misti       | Argento   | 3'33"14     |       |
| 2023 | Universiadi             | Changdu      | 4x100m misti mista | Bronzo    | 3'47"25     |       |